# Parviz Khodavirdi Hadibaszmándzs
Parviz Khodavirdi Hadibaszmándzs (Bászmendzs, 1987. november 16. –) iráni szabadfogású birkózó. A 2018-as birkózó-világbajnokságon a bronzérmet nyert 125 kg-os súlycsoportban, szabadfogásban. Kétszeres Ázsia Játékok aranyérmes szabadfogású birkózó. A 2016-os, 2013-as és a 2012-es Ázsia Bajnokságon aranyérmet nyert egyszer 125 kg-os, kétszer 120 kg-os súlycsoportban. A 2013-as Universiadén bronzérmet szerzett 120 kg-os súlycsoportban, szabadfogásban.

## Sportpályafutása
A 2018-as birkózó-világbajnokságon a 125 kg-os súlycsoport bronzéremért folytatott meccsén, szabadfogásban az orosz Anzor Ruszlanovics Khizriev volt az ellenfele. A mérkőzést az iráni nyerte 11–2-re.